# Tuffi ai campionati mondiali di nuoto 2005
Le gare di tuffi ai Campionati mondiali di nuoto 2005 si sono svolte dal 17 al 24 luglio 2005 a Montréal in Canada. 

## Podi

### Uomini
| Evento                      | Oro                                     | Punteggio | Argento                                   | Punteggio | Bronzo                                   | Punteggio |
| Tuffi individuali           |                                         |           |                                           |           |                                          |           |
| Trampolino 1 m (dettagli)   | Alexandre Despatie                      | 489.69    | Xu Xiang                                  | 445.68    | Wang Feng                                | 445.56    |
| Trampolino 3 m (dettagli)   | Alexandre Despatie                      | 813.60 RM | Troy Dumais                               | 752.76    | He Chong                                 | 730.77    |
| Piattaforma 10 m (dettagli) | Hu Jia                                  | 698.01    | José Antonio Guerra                       | 691.14    | Gleb Gal'perin                           | 656.19    |
| Tuffi sincronizzati         |                                         |           |                                           |           |                                          |           |
| Trampolino 3 m (dettagli)   | Cina He Chong Wang Feng                 | 384.42    | Germania Tobias Schellenberg Andreas Wels | 364.59    | Stati Uniti Justin Dumais Troy Dumais    | 360.27    |
| Piattaforma 10 m (dettagli) | Russia Dmitrij Dobroskok Gleb Gal'perin | 392.88    | Cina Jang Jinghui Hu Jia                  | 374.79    | Regno Unito Peter Waterfield Leon Taylor | 367.95    |

### Donne
| Evento                      | Oro                         | Punteggio | Argento                                  | Punteggio | Bronzo                                  | Punteggio |
| Tuffi individuali           |                             |           |                                          |           |                                         |           |
| Trampolino 1 m (dettagli)   | Blythe Hartley              | 325.65    | Wu Minxia                                | 299.70    | Heike Fischer                           | 299.46    |
| Trampolino 3 m (dettagli)   | Guo Jingjing                | 645.54    | Wu Minxia                                | 619.05    | Tania Cagnotto                          | 591.27    |
| Piattaforma 10 m (dettagli) | Laura Wilkinson             | 564.87    | Loudy Tourky                             | 551.25    | Jia Tong                                | 550.98    |
| Tuffi sincronizzati         |                             |           |                                          |           |                                         |           |
| Trampolino 3 m (dettagli)   | Cina Li Ting Guo Jingjing   | 349.80    | Germania Ditte Kotzian Conny Schmalfuss  | 319.05    | Ucraina Kristina Iščenko Olena Fedorova | 308.82    |
| Piattaforma 10 m (dettagli) | Cina Jia Tong Yuan Pei Ling | 351.60    | Australia Loudy Tourky Chantelle Michell | 334.89    | Canada Meaghan Benfeito Roseline Filion | 328.80    |

## Medagliere
| Pos.   | Paese         | Oro | Argento | Bronzo | Totale |
| ------ | ------------- | --- | ------- | ------ | ------ |
| 1      | Cina          | 5   | 4       | 3      | 12     |
| 2      | Canada        | 3   | 0       | 1      | 4      |
| 3      | Stati Uniti   | 1   | 1       | 1      | 3      |
| 4      | Russia        | 1   | 0       | 1      | 2      |
| 5      | Germania      | 0   | 2       | 1      | 3      |
| 6      | Australia     | 0   | 2       | 0      | 2      |
| 7      | Cuba          | 0   | 1       | 0      | 1      |
| 8      | Gran Bretagna | 0   | 0       | 1      | 1      |
| 8      | Italia        | 0   | 0       | 1      | 1      |
| 8      | Ucraina       | 0   | 0       | 1      | 1      |
| Totale | Totale        | 10  | 10      | 10     | 30     |